# Inkluzivní vzdělávání
Inkluzivní vzdělávání nebo inkluze je praxe zařazování všech dětí do běžné školy (do tzv. hlavního vzdělávacího proudu), která je na to patřičně připravena. V inkluzivní škole se neoddělují děti se speciálními vzdělávacími potřebami od dětí bez nich. V jedné třídě se tak spolu vzdělávají děti zdravotně postižené, nadané, dětí cizinců, děti jiného etnika i většinové společnosti. Pedagog se všem dětem věnuje rovnocenně, nikomu více ani méně. Heterogenní složení kolektivu, kde se každý jedinec stává objektem individualizovaného přístupu, považuje inkluzivní přístup za přínos pro všechny žáky.
Alternativou k inkluzivnímu vzdělávání je rozdělování dětí mezi hlavní (tradiční) vzdělávací proud a speciální vzdělávání, nebo také integrované vzdělávání.

## Rozdíl mezi integrací a inkluzí
Pojem inkluze je často spojován s termínem integrace. Tyto dva různé pojmy někteří autoři zaměňují.
Integrace je starší pojem a znamená začleňování různých podskupin do celku společnosti. Tyto podskupiny jsou často rozpoznávány podle diagnostických kritérií (autismus, Aspergerův syndrom, mentální postižení, tělesné postižení apod.). Tento pohled redukuje člověka především na jeho jinakost nebo "vadu". V rámci školství se pak děti s postižením "integrují" do systému tradičního školství. Integraci odpovídá výrok "musíme je (ty jiné) vzít mezi sebe". Opakem integrace je segregace.
Inkluze bývá často označována jako vyšší stupeň integrace nebo cíl integrace. Znamená odklon od diagnostických kritérií. Inkluzi odpovídá výrok "každý člověk je individualita". K jinakosti přistupuje jako k něčemu přirozeně danému. Jelikož jinakost je v každém kolektivu přirozená, není třeba dále rozdělovat lidi podle dalších (diagnostických) kritérií. Opakem inkluze je exkluze.
Integrace a inkluze se liší také v různém pohledu na případný neúspěch žáka ve škole. Zatímco v případě integrace je vina přičítána dítěti "které nezvládá dané osnovy", v případě inkluze se překážky hledají v systému (osnovách, školních podmínkách). Na ten je pohlíženo jako na něco, co lze měnit a přizpůsobovat individuálním potřebám každého dítěte. Inkluzivní vyučování je flexibilní, neustále se měnící, nepředvídatelný a otevřený proces ve shodě s neustále se měnícím světem.

## Východiska inkluze
Od 18. století se v Evropě pozornost obrací na děti s postižením, která vede k rozšíření institucionální péče a vzniku speciální pedagogiky. Vedlejším produktem této institucionalizace se však stala segregace. To vedlo k potřebě opačného trendu - integrace. Zásadním mezníkem v pedagogickém smýšlení se stává nástup reformní pedagogiky (přelom 19. a 20. století). Myšlenky tohoto směru (především pedocentrismus) jsou shodné s některými principy inkluzivní pedagogiky.
Důraz na rovné šance na vzdělávání lze nalézt v mezinárodních lidskoprávních dokumentech (Všeobecná deklarace lidských práv 1948, Úmluva o právech dítěte 1989).
V roce 1990 se v Thajsku konala světová konference, za které vzešel dokument Světová deklarace vzdělávání pro všechny. Ten analyzoval stav základního vzdělávání napříč celým světem a odhalil znepokojující fakta o přístupu k základnímu vzdělávání a jeho kvalitě.
Zásadní vliv na šíření inkluzivních myšlenek ve vzdělávání má organizace UNESCO (Organizace OSN pro vzdělání, vědu a kulturu). Rozvoj kvalitního vzdělávání je jeden z dlouhodobých rozvojových cílů. UNESCO také v roce 1994 uspořádalo Světovou konferenci o vzdělávání osob se speciálními vzdělávacími potřebami. Zveřejnění Deklarace ze Salamanky (The Salamanca Statement, 1994) znamenalo zásadní obrat směrem k inkluzivnímu trendu. Prohlášení podepsali zástupci 92 zemí včetně České republiky. Celé znění tohoto dokumentu bylo do češtiny přeloženo v roce 2016 Nadací Open Society Fund Praha.
Dalším dokumentem UNESCa, který zmiňuje potřebu inkluze, je Úmluva o právech osob se zdravotním postižením (2006). Ta uvádí, že osoby se zdravotním postižením by měly mít přístup k "inkluzívnímu, kvalitnímu a bezplatnému základnímu vzdělávání a střednímu vzdělávání v místě, kde žijí" a měla by jim být poskytována "přiměřená úprava podle individuálních potřeb".
V rámci Evropy jsou myšlenky inkluzivního vzdělávání prosazovány velmi nerovnoměrně. Mezi v současnosti nejaktivnější země, které tyto myšlenky zavádějí do praxe, patří skandinávské země.

## Inkluzivní vzdělávání v Česku
Zavedení inkluzivního vzdělávání v České republice předpokládá radikální změnu filozofie celého školství a realizaci systémových opatření a dalších změn v legislativě. Bývalá ministryně školství Kateřina Valachová upozornila na potřebu dále v této souvislosti intenzivně připravovat řešení skutečných a dlouhodobých problémů české vzdělávací soustavy.

### Inkluze v českém právu
Děti, u nichž se předpokládá, že budou v současném vzdělávacím systému potřebovat podporu, definuje školský zákon jako děti se speciálními vzdělávacími potřebami. Současné znění zákona se od integrační tendence posouvá k inkluzivnímu smýšlení. Před novelou školského zákona účinnou od 1. 9. 2016 byly tyto děti přímo definovány jako děti zdravotně postižené a znevýhodněné nebo děti se sociálním znevýhodněním.
Děti, které mají nárok na podpůrná opatření, tedy již nejsou definovány skrze diagnózu, nýbrž jako ty děti, které k uplatnění svého vzdělávacího potenciálu na rovnoprávném základě s ostatními potřebují podporu (konkrétní podoba podpůrných opatření je dále rozvedena ve zmíněném § 16 - podpora vzdělávání dětí, žáků a studentů se speciálními vzdělávacími potřebami).

### Organizace podporující inkluzivní vzdělávání v Česku
Liga lidských práv podporuje inkluzivní vzdělávání i školy, které se snaží integrovat děti s různými speciálními potřebami a nastavovat jim dle svých možností klima a prostředky své školy, v rámci projektu Férová škola.
Dlouhodobě v oblasti inkluze působí mj. také organizace Člověk v tísni, která se zaměřuje zejména na podporu vzdělávání v sociálně vyloučených lokalitách.
Pedagogická fakulta Masarykovy univerzity zařadila inkluzivní vzdělávání do nové koncepce společného pedagogicko-psychologického základu pro studenty učitelství platné od září 2016. Koncepce zahrnuje více výuky v menších seminárních skupinách a novou formu pedagogické praxe, v rámci níž budou všichni studenti od druhého ročníku doučovat děti ze sociálně znevýhodněného prostředí přímo v rodinách a nízkoprahových zařízeních. Inkluzi v uměleckém vzdělávání se věnoval projekt Podpora uměleckého vzdělávání pro rovné příležitosti https://www.kreativnibudoucnost.cz/.

### Kritika inkluzivního vzdělávání v Česku
Kromě podporovatelů inkluzivního vzdělávání se v českém prostředí ozývají i kritici tohoto přístupu. Prezident Miloš Zeman vyjádřil obavu z šikany a přiklonil se k oddělování dětí s postižením, od žáků bez postižení. Časopis Blesk uveřejnil protiinkluzivní kampaň "Stop škodlivé inkluzi".